# Linea U5 (metropolitana di Berlino)
La linea U5 della metropolitana di Berlino (U-Bahn) è una linea di 22,4 chilometri della Berliner Verkehrsbetriebe che collega la Stazione Centrale (Hauptbahnhof) con molti quartieri dell'est della capitale fino al capolinea situato al confine con Hönow. Le sue 26 stazioni sono situate (da ovest a est) nei quartieri di Moabit, Tiergarten, Mitte, Friedrichshain, Lichtenberg, Rummelsburg, Friedrichsfelde, Biesdorf, Kaulsdorf, Hellersdorf e Hönow. È la seconda linea metropolitana più lunga di Berlino dopo la U7.

## Storia

### Antefatti
Il primo progetto per una linea che dall'Alexanderplatz si dirigesse verso est risale al 1908, quando con la costruzione della metropolitana attraverso il centro storico (l'odierna U2) venne predisposta la possibilità di una diramazione dalla stazione di Klosterstraße. Lo scoppio della prima guerra mondiale e i successivi eventi del dopoguerra portarono all'interruzione del progetto.

### La prima tratta (Alexanderplatz-Friedrichsfelde)

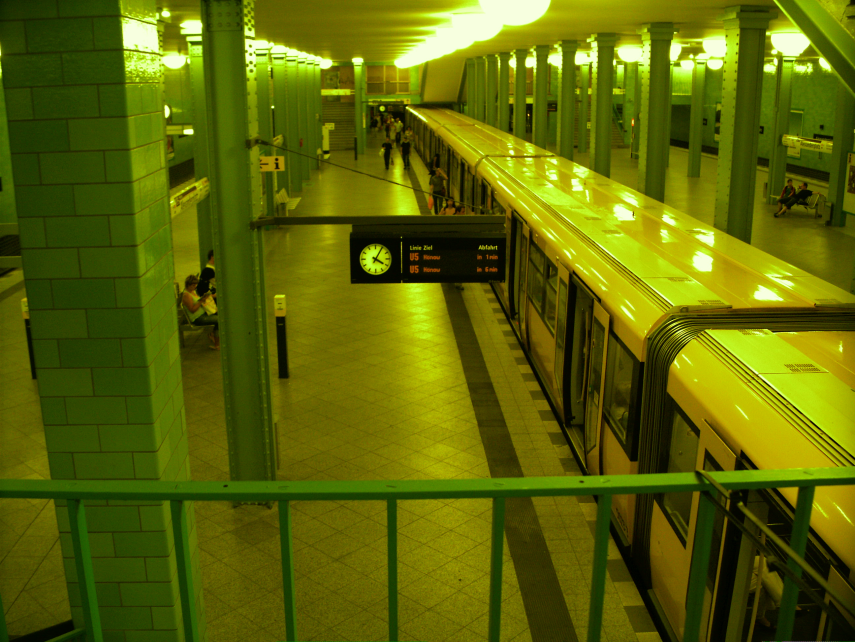
La stazione di Alexanderplatz

L'idea dell'anteguerra venne ripresa a metà degli anni venti, in forme modificate e aggiornate: per evitare soggezioni all'esercizio, si decise di progettare la nuova linea non come diramazione della linea esistente, bensì come opera a sé stante; inoltre le caratteristiche tecniche (sagoma limite, lunghezza delle banchine di stazione, raggio delle curve) vennero uniformati a quelle della costruenda linea Gesundbrunnen-Neukölln, più ampia e quindi di maggiore capacità.
La costruzione della linea fu particolarmente complessa nei pressi del capolinea di Alexanderplatz, per la necessità di garantire un interscambio con le due linee ivi transitanti (linea A e linea D) e con la prevista linea per Weißensee (mai costruita). Lo scavo della linea comportò anche l'abbattimento di numerosi edifici sul lato nord dell'Alexanderplatz, secondo un piano urbanistico di ridisegno del quartiere, che tuttavia non fu mai portato a termine.
La linea, denominata "E", fu aperta all'esercizio il 21 dicembre 1930, e risultò avere una lunghezza di 7,8 chilometri e 10 stazioni (Alexanderplatz, Schillingstraße, Strausberger Platz, Memeler Straße, Petersburger Straße, Samariterstraße, Frankfurter Allee, Magdalenenstraße, Lichtenberg (Zentralfriedhof) e Friedrichsfelde). Per il rimessaggio e la manutenzione del materiale rotabile venne costruito il deposito di Friedrichsfelde, posto subito oltre l'omonima stazione-capolinea; oltre il capolinea di Alexanderplatz, sotto la Königsstraße, vennero invece realizzati dei binari di ricovero.

### Il prolungamento fino a Tierpark (1973)

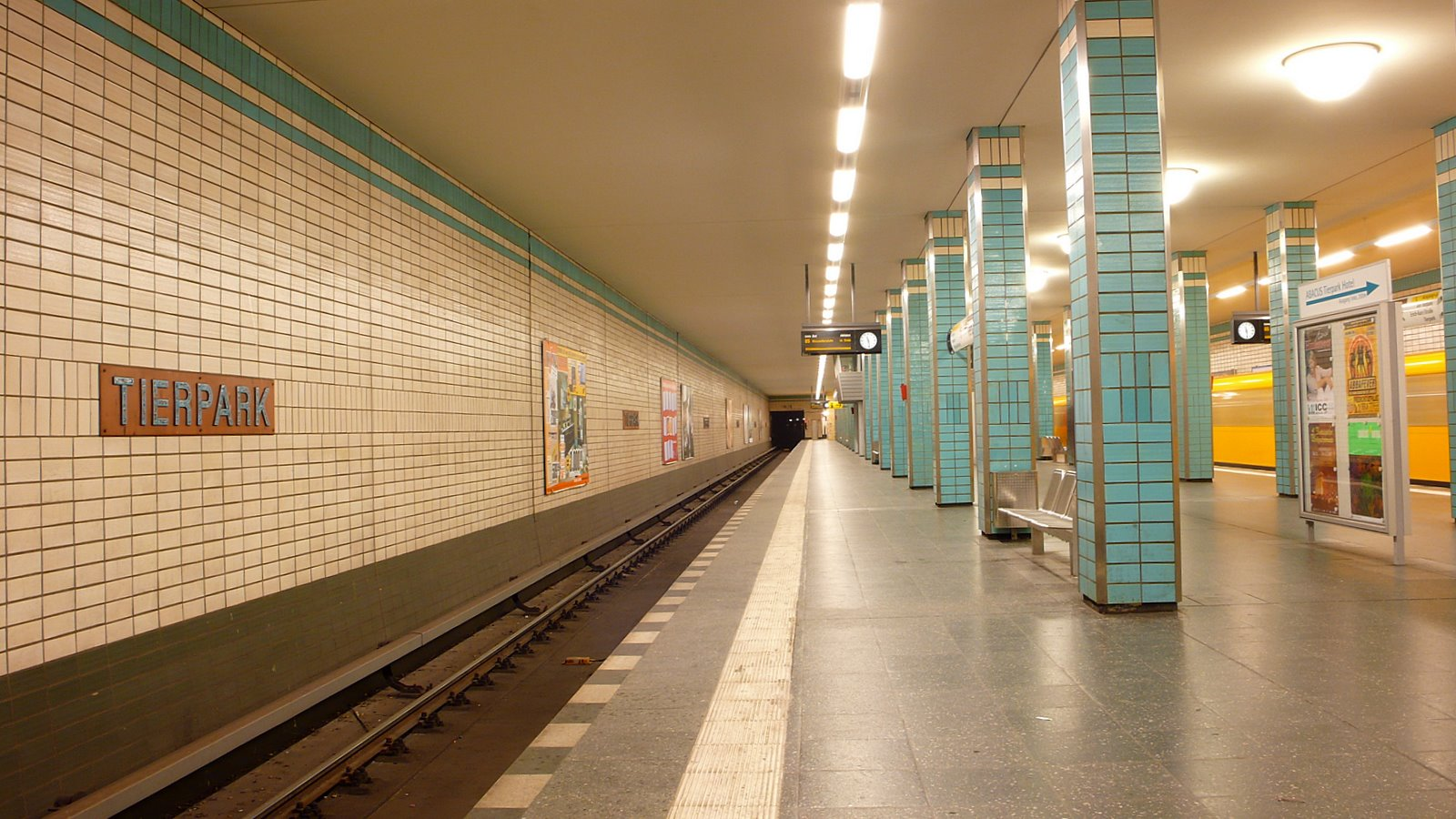
La stazione di Tierpark

Il 25 giugno 1973 venne attivato il prolungamento da Friedrichsfelde a Tierpark, lungo 1,2 chilometri e senza stazioni intermedie; il nuovo tronco fu costruito in quattro anni di lavori, sfruttando le predisposizioni già approntate al tempo della costruzione della prima tratta. A sud del nuovo capolinea vennero realizzati tre binari tronchi per la sosta dei convogli, in seguito rimossi a causa dell'ulteriore prolungamento della linea.

### Il prolungamento fino a Hönow (1988-89)

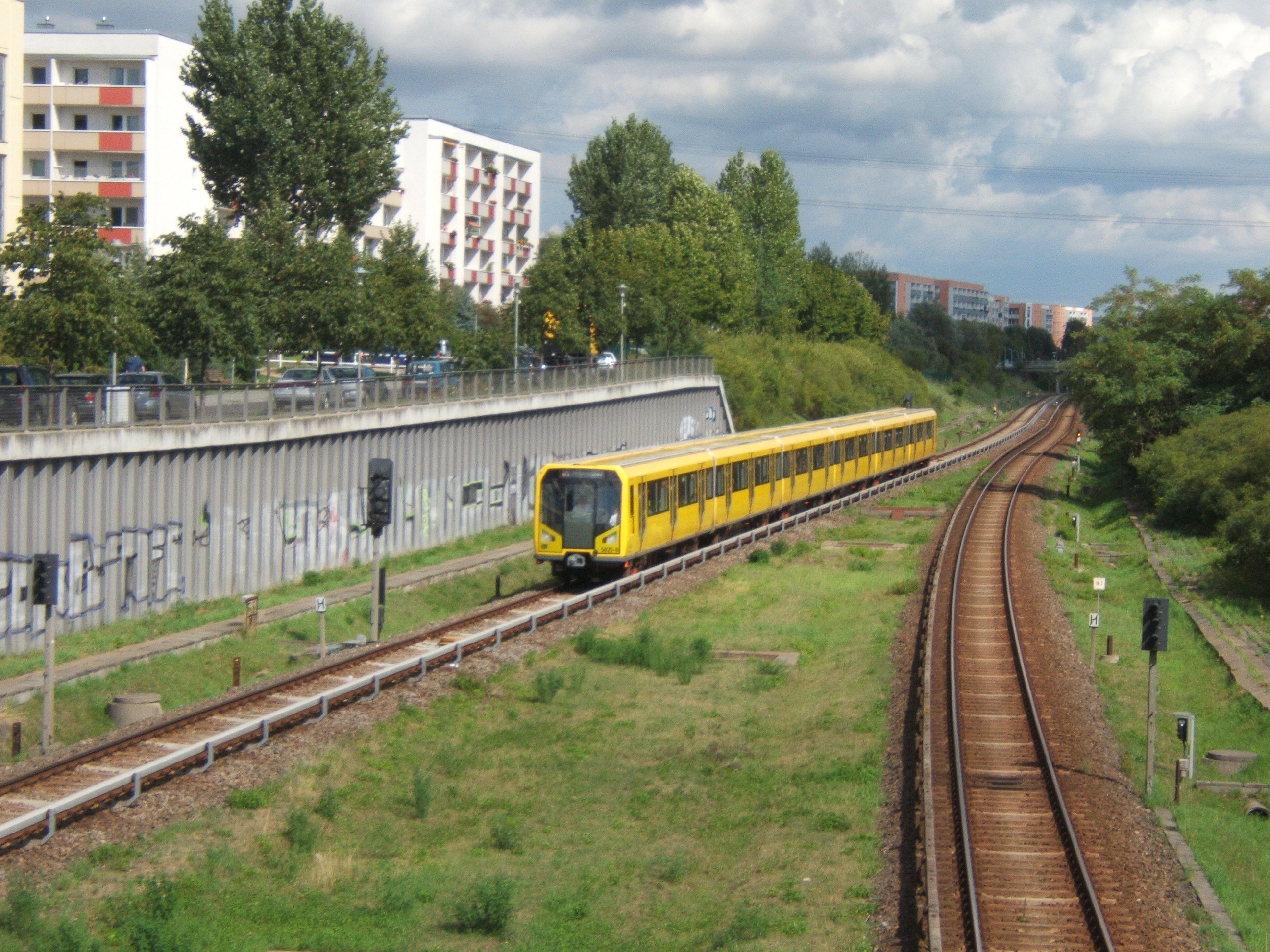
Un treno in corsa nel quartiere di Hellersdorf

Negli anni settanta e ottanta del XX secolo sorsero alla periferia di Berlino Est diversi quartieri satellite, per servire i quali fu necessario prolungare le linee di trasporto esistenti; per uno di questi quartieri, Hellersdorf, si pensò inizialmente di costruire una diramazione della S-Bahn.

### Prolungamento fino a Hauptbahnhof (2010-2020)
Nel 2020 si è concluso il prolungamento della linea verso ovest fino alla stazione ferroviaria centrale Hauptbahnhof. Una prima tratta, inaugurata nel 2009, entrò in servizio sotto il nome di U55. La tratta rimanente, realizzata sotto l'isola dei musei e Unter den Linden, è entrata in funzione il 4 dicembre 2020. Ciò ha comportato la realizzazione di tre nuove fermate:
- Rotes Rathaus
- Museumsinsel
- Unter den Linden

A queste si aggiungono le fermate già parte della linea U55, ossia:
- Brandenburger Tor
- Bundestag
- Hauptbahnhof

Questa operazione, cosiddetta Lückenschluss, rende Hönow e Hauptbahnhof capolinea della U5, avvicinando in modo più deciso la rete metropolitana e la stazione centrale, servita finora, nell'ambito della mobilità urbana e suburbana, quasi esclusivamente dalla S-Bahn.

### Date d'apertura
- 21 dicembre 1930 Alexanderplatz - Friedrichsfelde
- 25 giugno 1973 Friedrichsfelde - Tierpark
- 1º luglio 1988 Tierpark - Elsterwerdaer Platz
- 1º luglio 1989 Elsterwerdaer Platz - Hönow
- 8 agosto 2009 Hauptbahnhof - Branderburger Tor (come linea U55)
- 4 dicembre 2020 Alexanderplatz - Brandenburger Tor
- 9 luglio 2021 aggiunta la stazione Museumsinsel

## Percorso
Costruita per collegare i quartieri orientali (Lichtenberg, Friedrichsfelde) al centro cittadino (Alexanderplatz), fu in seguito prolungata verso est, per servire il nuovo quartiere residenziale di Hellersdorf.
Nel suo percorso attraversa anche i quartieri di Friedrichshain (lungo la Karl-Marx-Allee) e di Biesdorf (ad est del grande giardino zoologico).
Tutta la linea era contenuta nel territorio della ex Berlino Est prima che venisse prolungata oltre la Brandenburger Tor fino alla Hauptbahnhof.

### Stazioni
| Nome                       | Codice | Progressiva | Attivazione      | Interscambi                               | Note |
| -------------------------- | ------ | ----------- | ---------------- | ----------------------------------------- | --- |
| Hauptbahnhof               |        |             | 4 dicembre 2020  | S-Bahn                                    | dal 2009 al 2020 in servizio come linea U55 |
| Bundestag                  |        |             | 4 dicembre 2020  |                                           | dal 2009 al 2020 in servizio come linea U55 |
| Brandenburger Tor          |        |             | 4 dicembre 2020  | S-Bahn                                    | dal 2009 al 2020 in servizio come linea U55 |
| Unter den Linden           |        |             | 4 dicembre 2020  | U6                                        | |
| Museumsinsel               |        |             | 9 luglio 2021    |                                           | |
| Rotes Rathaus              |        |             | 4 dicembre 2020  | predisposta per l'estensione della U3/U10 | |
| Alexanderplatz             | Al     | 0,022       | 21 dicembre 1930 | U2, U8, S-Bahn                            | |
| Schillingstraße            | Si     | 0,582       | 21 dicembre 1930 |                                           | |
| Strausberger Platz         | Sr     | 1,378       | 21 dicembre 1930 |                                           | |
| Weberwiese                 | WR     | 2,279       | 21 dicembre 1930 |                                           | 1930-1950: Memeler Straße 1950-1991: Marchlewskistraße                                                                                                   |
| Frankfurter Tor            | Ft     | 2,914       | 21 dicembre 1930 |                                           | 1930-1946: Petersburger Straße 1946-1958: Bersarinstraße 1958: Bersarinstraße (Frankfurter Tor) 1958-1991:Frankfurter Tor 1991-?: Rathaus Friedrichshain |
| Samariterstraße            | Sa     | 3,646       | 21 dicembre 1930 |                                           | |
| Frankfurter Allee          | Ff     | 4,382       | 21 dicembre 1930 |                                           | 1930-1937: Frankfurter Allee 1937-1951: Frankfurter Allee (Ringbahn) 1951-1961: Stalinallee (Ringbahn) 1961-?: Frankfurter Allee (Ringbahn)              |
| Magdalenenstraße           | Md     | 5,195       | 21 dicembre 1930 |                                           | |
| Lichtenberg                | Li     | 5,941       | 21 dicembre 1930 | S-Bahn                                    | 1930-1935: Lichtenberg (Zentralfriedhof) 1935-1965: Bhf. Lichtenberg (Zentralfriedhof) 1965-1974: Bhf. Lichtenberg                                       |
| Friedrichsfelde            | Fi     | 7,117       | 21 dicembre 1930 |                                           | |
| Tierpark                   | Tk     | 8,313       | 25 giugno 1973   |                                           | |
| Biesdorf-Süd               | Bü     | 10,179      | 1º luglio 1988   |                                           | |
| Elsterwerdaer Platz        | E      | 11,305      | 1º luglio 1988   |                                           | |
| Wuhletal                   | Wh     | 12,678      | 1º luglio 1989   | S-Bahn                                    | |
| Kaulsdorf-Nord             | KL     | 14,141      | 1º luglio 1989   |                                           | 1989-1991: Albert-Norden-Straße |
| Kienberg (Gärten der Welt) | GK     | 15,006      | 1º luglio 1989   |                                           | 1989-1991: Heinz-Hoffmann-Straße 1991-?: Grottkauer Straße ?-?: Neue Grottkauer Straße                                                                   |
| Cottbusser Platz           | C      | 15,761      | 1º luglio 1989   |                                           | |
| Hellersdorf                | HD     | 16,516      | 1º luglio 1989   |                                           | |
| Louis-Lewin-Straße         | LL     | 17,353      | 1º luglio 1989   |                                           | 1989-1991: Paul-Verner-Straße |
| Hönow                      | Hö     | 18,378      |                  |                                           | |

### Fonti
- (DE) Ulrich Lemke e Uwe Poppel, Berliner U-Bahn, 3ª ed., Düsseldorf, Alba, 1992, ISBN 3-87094-346-7.

### Testi d'approfondimento
- (DE) Johannes Bousset, U-Bahn Alexanderplatz – Friedrichsfelde und Verlängerung der N-S-Bahn zum Bhf. Grenzallee, in Die Fahrt, 1931,  pp. 24-38.
- (DE) Alexander Seefeldt e Robert Schwandl, U5. Von Ost nach West, 2ª ed., Berlino, Robert Schwandl Verlag, 2013, ISBN 978-3-936573-36-7.